# Mr. Simple (canción)
Mr. Simple es una canción del grupo surcoreano Super Junior, sencillo promocional de su quinto álbum de estudio del mismo nombre, lanzado digitalmente el 2 de agosto de 2011 por SM Entertainment en Corea del Sur. La canción alcanzó la cima de las listas musicales horas después de su lanzamiento[cita requerida].
La versión japonesa de la canción fue lanzada como el segundo sencillo japonés del grupo el 7 de diciembre de 2011 bajo Avex Trax. El sencillo incluye un Lado B titulado "Snow White" que fue revelado a través de la página japonesa oficial del grupo el 30 de noviembre de 2011. El sencillo debutó en el puesto 2 del Oricon Weekly Charts, vendiendo 89.000 copias en su primera semana de lanzamiento, superando a su anterior sencillo japonés "Bijin" (Bonamana) que vendió 59.000 en su primera semana. La canción fue utilizada para un comercial de SKY Perfect JSAT Group. Además se convirtió en el tema de cierre del programa japonés Tsubo Masume para enero del 2012. 
Mr. Simple se convirtió en el 85 sencillo mejor vendido en Japón durante el 2011, de acuerdo a las listas de Oricon y fue certificado como ORO por RIAJ por las 100.000 unidades vendidas en las tiendas musicales de Japón.

## Antecedentes
La canción fue lanzada junto al resto del álbum el 2 de agosto de 2011, y llegó a la cima de las listas musicales horas después de su lanzamiento. La canción fue escrita por Yoo Young Jun, quien también escribió para ellos las canciones "TWINS (Knock Out)", "Don't Don", "Sorry Sorry" y "Bonamana". SM Entertainment describe la canción así:

"Mr. Simple" es una canción de tipo SJ FUNKY, creada exclusivamente para Super Junior y se puede considerar la versión final del SJ FUNKY, siguiendo a "Sorry Sorry" y "Bonamana", que ha recorrido el mundo. La letra describe la realidad de la gente moderna, que vive en un mundo complicado, y que no logra alcanzar lo que se proponen, perdiendo el amor y sus sueños, sin una amplitud del espíritu. La letra, de una manera metafórica y humorística, nos dice que "No hay necesidad de tomarse todo en serio. Una manera sencilla y fácil más bien puede ser la mejor opción para encontrarse a sí mismo", como dice el título Señor Sencillo.

## Video musical
El video musical de la canción fue lanzado el 4 de agosto de 2011 a través del canal oficial de SM Entertainment en Youtube, mientras que el video musical japonés fue lanzado el 3 de noviembre de 2011 a través de Space Shower TV.

## Charts
| Chart                        | Posición |
| ---------------------------- | -------- |
| Gaon Singles chart           | 1        |
| Gaon Streaming Singles chart | 1        |
| GaonDownload Singles chart   | 1        |
| Gaon Mobile Ringtone chart   | 1        |
| Gaon Karaoke chart           | 1        |
| Billboard K-Pop Hot 100      | 7        |

## Lanzamiento Japonés

### Lista de canciones
CD
1. Mr. Simple (3:59)
2. Snow White (4:07)
3. Mr. Simple - Versión Coreana - (3:59)
4. Mr. Simple - Instrumental - (3:59) (Sólo CD)
5. Snow White - Instrumental - (4:07) (Sólo CD)

CD+DVD (Edición Limitada)
1. Mr. Simple
2. Mr. Simple - Versión Baile
3. Mr. Simple - Versión Coreana
4. Mr. Simple - Versión Coreana (Tipo B)
5. Detrás de Cámara del video musical

DVD
1. Mr. Simple
2. Mr. Simple - Versión Coreana

### Charts y Ventas
El sencillo debutó en el puesto 3 del Oricon Diario el 6 de diciembre del 2011, vendiendo 17 000 copias. Bajó hasta el puesto 6 por tres días y luego subió hasta el puesto 1 el 10 de diciembre del 2011, (día en el cual el grupo realizó su concierto en Osaka), vendiendo 36 000 copias, superando a "Ue Kara Mariko" de AKB48 que vendió 23 000 copias y se posicionó en el puesto 2. 
Para el final del año 2011, el sencillo se posicionó en el puesto 85 de los sencillos mejor vendidos del 2011 en Japón, de acuerdo al Oricon Chart.     
| Chart                        | Posición | Ventas |
| ---------------------------- | -------- | ------ |
| Oricon Daily Singles Chart   | 3        | 88,973 |
| Oricon Weekly Singles Chart  | 2        | 88,973 |
| Oricon Monthly Singles Chart | 8        | 88,973 |
| Oricon Yearly Singles Chart  | 85       | 88,973 |

Ventas y Certificaciones
- Ventas Físicas (Oricon) - 110,608+
- RIAJ - ORO

## Premios en Programas Musicales
Inkigayo
| Año  | Fecha           | Canción      |
| ---- | --------------- | ------------ |
| 2011 | 21 de agosto    | "Mr. Simple" |
| 2011 | 28 de agosto    | "Mr. Simple" |
| 2011 | 4 de septiembre | "Mr. Simple" |

Music Bank
| Año  | Fecha           | Canción    |
| ---- | --------------- | ---------- |
| 2011 | 12 de agosto    | Mr. Simple |
| 2011 | 19 de agosto    | Mr. Simple |
| 2011 | 26 de agosto    | Mr. Simple |
| 2011 | 2 de septiembre | Mr. Simple |
| 2011 | 9 de septiembre | Mr. Simple |

M! Countdown
| Año  | Fecha        | Canción      |
| ---- | ------------ | ------------ |
| 2011 | 11 de agosto | "Mr. Simple" |
| 2011 | 18 de agosto | "Mr. Simple" |
| 2011 | 25 de agosto | "Mr. Simple" |